# Ironton (Ohio)
Pour les articles homonymes, voir Ironton.
La ville de Ironton est le siège du comté de Lawrence, situé dans l'État de l'Ohio, aux États-Unis.